# Teoría de Andalucía
Teoría de Andalucía es una obra de José Ortega y Gasset publicada en 1927. Se trata de una recopilación de dos artículos publicados en el diario madrileño El Sol que en 1942 fueron publicados por la Revista de Occidente junto con otros escritos en un libro con el título Teoría de Andalucía y otros ensayos. El primer artículo se titula Preludio y el segundo, El ideal vegetativo. 

## Argumento
Considerada una obra del perspectivismo, en ella se analiza la cultura de Andalucía a partir de dos nociones fundamentales: la perspectiva histórica del pueblo andaluz y su circunstancia vital. 
Según Ortega, la tolerancia a otras culturas característica del pueblo andaluz se debe a su historia milenaria, a haber estado expuesta a una mayor cantidad de culturas, lo que le permite apreciar lo que de valioso hay en las demás. Pertenecer a una cultura milenaria explicaría la razón por la cual el pueblo andaluz no ha visto la necesidad de reivindicar su particularismo:  

Andalucía, que no ha mostrado nunca pujos ni petulancias de particularismo; que no ha pretendido nunca ser un Estado aparte, es, de todas las regiones españolas, la que posee una cultura más radicalmente suya.
Teoría de Andalucía, VI: 113

Así pues, por la seguridad de poseer una cultura propia, los andaluces no habrían necesitado imponer su cultura por la fuerza. Para Ortega, en la cultura andaluza, al contrario que en Castilla, no tiene cabida la actividad bélica, pero ha terminado por imponer su concepción de la vida a todos los pueblos que la conquistaron.  
La segunda característica definitoria de lo andaluz, le vendría dada por la tierra en que se asienta, con la que establece una relación espiritual. De este modo, para Ortega mientras otros pueblos siguen manteniendo sus peculiaridades nacionales en otros lugares ajenos a su tierra, los andaluces dejan de ser andaluces porque

ser andaluz es convivir con la tierra andaluza, responder a sus gracias cósmicas, ser dócil a sus inspiraciones atmosféricas.
Teoría de Andalucía, VI:120